# 2021年约旦王室风波
约旦王室风波是約旦當局的一場逮捕案。2021年4月3日，約旦當局逮捕了19人，其中包括被軟禁的哈姆扎王子。除王室成員謝里夫·哈桑·本·扎伊德（Sharif Hassan bin Zaid）和前哈希姆皇家法院院長、約旦前沙烏地阿拉伯特使巴塞姆·阿瓦達拉外，被捕者還包括王子的幕僚長和與他有關的其他人物。